# Abascanto de Cefísia
Abascanto de Cefísia, filho do Eumolpa de Atenas, foi um célebre ginasta na Grécia Antiga, nomeado pedotribo perpétuo, ou mestre de ginástica, pelo areópago.